# Alto Vale do Itajaí
O Alto Vale do Itajaí é uma região localizada no centro de Santa Catarina, sendo Rio do Sul seu principal município. É, ainda, uma região pouco explorada pelo turismo, mas oferece bons atrativos como o esportivos rafting, canoagem e canyoning.
O Vale assenta-se sobre uma área formada por um dos mais extensos derramamentos vulcânicos do período Mesozóico (cerca de 250 milhões de anos) e faz parte do complexo do Serra do Mar.
A Mata Atlântica desenvolve-se sobre um substrato rochoso de ardósia, de fácil fratura, o que propicia o aparecimento de penhascos onde, em muitos casos, existem magníficas cachoeiras,
O Alto Vale do Itajaí situa-se a centro do estado de Santa Catarina, O Vale faz parte de uma região do Brasil onde ocorreu um intenso derramamento vulcânico há 250 milhões de anos; em seu substrato rochoso é comum encontrarmos a ardósia, muito utilizada como piso decorativo. Esta rocha fragmenta-se facilmente e, no decorrer do tempo, formou-se precipícios com magníficas cachoeiras, algumas com 130m. Somente no município de Presidente Getúlio existem cerca de 140 cachoeiras.
O clima predominante é o mesotérmico úmido com verão quente (Cfa), segundo a classificação do clima de Köppen.
A bacia hidrográfica do Rio Itajaí-Açu, abrange 15.000km², onde estão localizadas 52 pequenas e médias cidades, em cujos municípios prevalecem pequenas propriedades agrícolas, entre 10 a 30 hectares. O rio Itajaí-Açu é formado pela junção do rio Itajaí do Sul e rio Itajaí do Oeste, no município de Rio do Sul, recebendo ainda as águas do rio Itajaí do Norte em Ibirama e rio Itajaí-Mirim na cidade de Itajaí. Essa grande bacia hidrográfica, formada por milhares de pequenos afluentes, lança suas águas no Oceano Atlântico na divisa dos municípios de Itajaí e Navegantes.

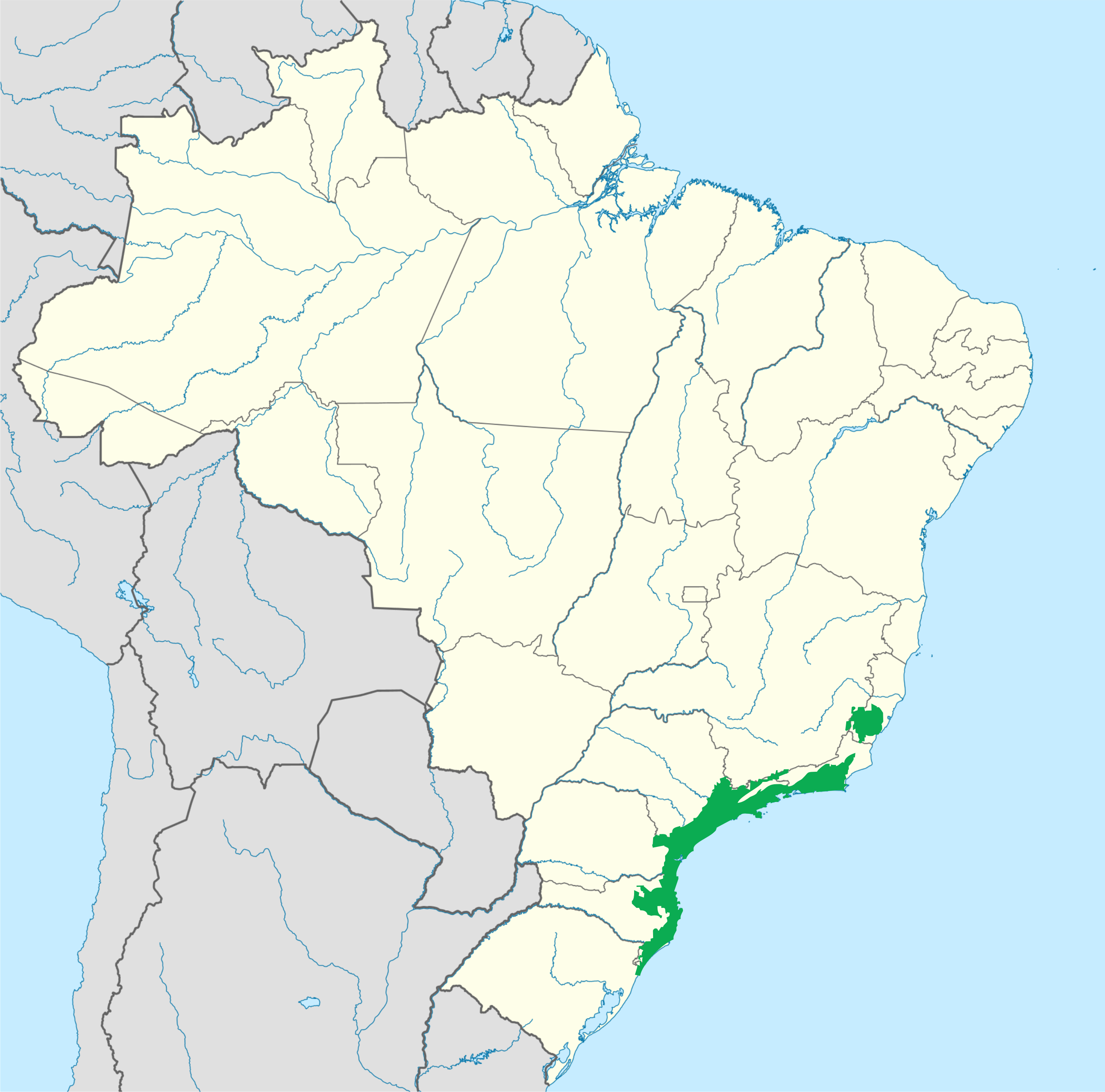
Serra do Mar

A Serra do Mar, que se estende do Rio de Janeiro ao estado de Santa Catarina, apresenta como uma de suas características a riqueza de nascentes em suas encostas. A preservação de sua cobertura vegetal é essencial para a manutenção dos mananciais; no Alto Vale, em algumas áreas, isso é perceptível: o desmatamento das encostas e a degradação das matas ciliares desencadearam o assoreamento de cursos d´água, secando-os. O desflorestamento inibe a capacidade do solo em acumular a água das chuvas e liberá-la aos poucos, nas nascentes e nos riachos.
Os desmatamentos afetaram inclusive a Terra indígena Xokleng de Ibirama. Atualmente as relações entre os índios e a sociedade envolvente caracteriza-se pela desigualdade: a venda de madeiras foi a principal responsável pelo desflorestamento da reserva, deixando como conseqüência a miséria dos Xokleng: impedidos de exercer seu modo de vida, restava negociar o que justamente interessava nos índios para a indústria madeireira: seus recursos naturais.
Originalmente, o Alto Vale foi coberto por Mata Atlântica e por Mata de Araucária; estando esta última restrita à Reserva da Serra da Abelha, no Município de Vitor Meireles.

## Municípios
- Agrolândia
- Agronômica
- Atalanta
- Aurora
- Braço do Trombudo
- Chapadão do Lageado
- Dona Emma
- Ibirama
- Imbuia
- Ituporanga
- José Boiteux
- Laurentino
- Lontras
- Mirim Doce
- Petrolândia
- Pouso Redondo
- Presidente Getúlio
- Presidente Nereu
- Rio do Campo
- Rio do Oeste
- Rio do Sul
- Salete
- Santa Terezinha
- Taió
- Trombudo Central
- Vidal Ramos
- Vitor Meireles
- Witmarsum

As 10 cidades mais populosas do Alto Vale do Itajaí segundo o censo de 2010 do IBGE
| Posição | Município          | População | Estimativa 2014 |
| ------- | ------------------ | --------- | --------------- |
| 1       | Rio do Sul         | 61 196    | 66 251          |
| 2       | Ituporanga         | 22 255    | 23 777          |
| 3       | Ibirama            | 17 342    | 18 255          |
| 4       | Taió               | 17 265    | 17 959          |
| 5       | Presidente Getúlio | 14 886    | 16 210          |
| 6       | Pouso Redondo      | 14 812    | 16 154          |
| 7       | Lontras            | 10 248    | 11 200          |
| 8       | Agrolândia         | 9 328     | 10 115          |
| 9       | Santa Terezinha    | 8 767     | 8 873           |
| 10      | Salete             | 7 357     | 7 573           |